# Родригес, Даниэль (боец)
Даниэль Родригес (англ. Daniel Rodriguez; род. 31 декабря 1986 год, Альгамбра, Калифорния, США) — американский боец смешанных единоборств,представитель полусредний весовой категории. Выступает на профессиональном уровне начиная с 2015 года, известен по участию в турнирах бойцовских организаций Bellator, King of the Cage и Combate Americas. На данный момент выступает в UFC. Занимает 13 строчку официального рейтинга UFC в полусреднем весе